# Broadway Theatre (41e rue)
Le Broadway Theatre, près de la 41e Rue, était un théâtre de Manhattan ouvert de 1888 à 1929. Il était situé au 1445 Broadway.

## Histoire
James Anthony Bailey, directeur et propriétaire du cirque (le "Bailey" de Ringling Bros. et Barnum & Bailey Circus) commence à faire construire un théâtre en 1887, sur des plans de l'architecte J. B. McElfatrick (en), sur le site de ce qui était le "Metropolitan Concert Hall" construit en 1880. Bailey se retire et le projet est achevé par Frank Sanger, TH French et E. Zborowski, avec environ 1 800 places assises et 500 places debout. La première américaine de La Tosca a lieu lors de la soirée d'ouverture du théâtre le 3 mars 1888, avec Fanny Davenport. Ce ne fut pas un grand succès, en partie à cause du grand blizzard de 1888 qui frappa New York dix jours plus tard, et il ferma le 28 avril.
La première série de représentations réussie est Le Petit Lord Fauntleroy, avec le rôle-titre joué alternativement par Elsie Leslie et Tommy Russell, qui atteint les 100 représentations le 21 mars 1889. La dernière représentation de Lawrence Barrett a lieu en mars 1891, lorsqu'il tombe malade lors d'une représentation de Richelieu. La dernière représentation d'Edwin Booth à New York a lieu au Broadway le même mois. El Capitan, l'opérette la plus durable de John Philip Sousa, y est inaugurée en 1896 avant des tournées, des reprises et une tournée réussie à Londres. Le très réussi Ben-Hur y fait ses débuts en novembre 1899, la plus grande production jamais accueillie par le Broadway. Leslie Carter, qui sera plus tard célèbre avec The Heart of Maryland, y fait ses débuts sur scène en 1890 dans The Ugly Duckling.
À partir de 1903 environ, le Broadway présente presque toutes les productions musicales. En 1913, après la fermeture de The American Maid, il est utilisé pour des spectacles de vaudeville et de cinéma, et ce jusqu'à sa destruction en 1929.
La dernière représentation est un spectacle de vaudeville intitulé Broadway Fever en janvier 1929, et le théâtre est démoli peu après,,. Le site est maintenant occupé par le bâtiment Bricken-Textile de 33 étages, construit en 1929.
En 1930, l'ancien Colony Theatre de la 53e rue a été rebaptisé Broadway Theatre, nom qu'il conserve toujours.

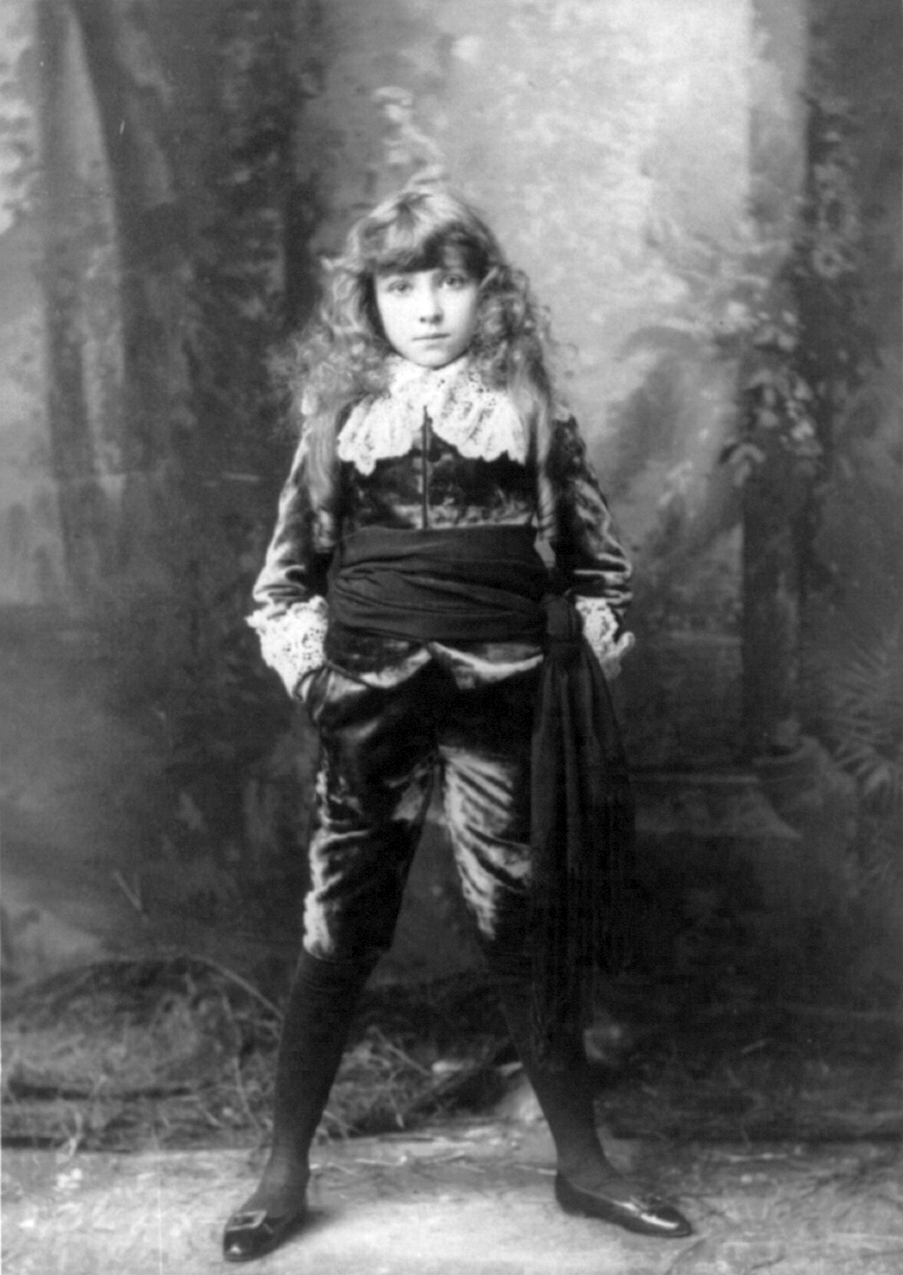
Elsie Leslie dans Le Petit Lord Fauntleroy (1888)

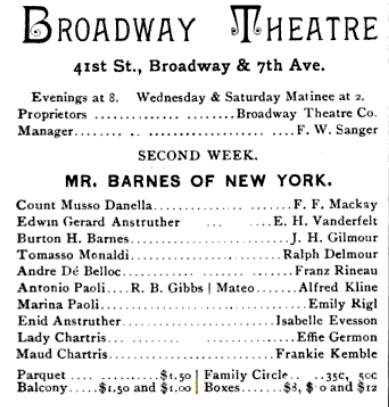
Publicité pour une adaptation de Mr. Barnes of New York, 1888.

## Productions notables
- Le Petit Lord Fauntleroy (1888)
- The Oolah (1889, 154 représentations) (avec Francis Wilson)[8]
- Castles in the Air (1890, 106 représentations) (avec DeWolf Hopper )
- The Merry Monarch (1890, retour en 1891 après Wang ) (avec Francis Wilson )
- Wang (1891, 151 représentations) (avec DeWolf Hopper)
- Panjandrum (1893, 156 représentations) (avec DeWolf Hopper)
- Utopia Limited (1894)
- Tabasco (1894) (avec Thomas Q. Seabrooke)
- Dr. Syntax (1894, 78 représentations?)[9]
- Madame Sans-Gêne (1895, première américaine)
- El Capitan (1896, 112 représentations)
- The Highwayman (1897, 144 représentations)
- Ben-Hur (1899) (194 représentations)
- The Sleeping Beauty and the Beast (1901, 241 représentations)
- The Silver Slipper (1902, 168 représentations)
- Le Prince of Pilsen (1903, 143 représentations)
- The Yankee Consul (1904, 115 représentations)
- Véronique (1905, 81 représentations ; première américaine)
- The Vanderbilt Cup (1906, 143 représentations)
- A Parisian Model (1906, 179 représentations)
- Ein Walzertraum (1908, 111 représentations)
- The Midnight Sons (1909, 257 représentations)
- The Jolly Bachelors (1910, 165 représentations)
- The Summer Widowers (1910, 140 représentations)
- The Hen-Pecks (1911, 137 représentations)
- Hokey Pokey and Bunty Bulls and Strings (1912, 108 représentations)
- Hanky Panky (1912, 104 représentations)